# Frida Misul
Frida Misul (Livorno, 3 novembre 1919 – Livorno, 20 aprile 1992) è stata una superstite dell'Olocausto italiana, di origine ebraica, autrice nel 1946 di una delle prime testimonianze letterarie di deportati italiani nel campo di concentramento di Auschwitz.

## Biografia
Nasce a Livorno da una famiglia ebraica, figlia di Gino Misul e Zaira Samaia.
Studia canto e dopo l'introduzione delle leggi razziali fasciste del 1938 continua talora ad esibirsi sotto lo pseudonimo di Frida Masoni. Il periodo dopo l'8 settembre 1943 è segnato dalla morte per infarto della madre e dalle continua preoccupazione per le sorti dei familiari: il padre e le due sorelle minori.
Arrestata ad Ardenza (LI) il 1 aprile 1944 dalla polizia italiana, è detenuta alle carceri di Livorno e di lì inviata al campo di transito di Fossoli. Qui è sottoposta a brutali interrogatori perché riveli il nascondiglio dei familiari e del cugino, Umberto Misul, unitosi ai partigiani. Frida non cede ed è quindi deportata a Auschwitz il 16 maggio 1944. All'arrivo al campo, il 22 maggio, è immatricolata con il n. A-5383. Sottoposta ai lavori forzati, è stremata nel fisico finché ammalata è ricoverata nell'ospedale del campo. Qui scampa alla morte grazie alla sua voce di cantante lirica; è da allora adibita nel Kanada a condizioni di lavoro meno brutali e la domenica canta per le SS. La stessa storia si ripete al campo di Villistat, in Germania, dove è trasferita il 16 novembre 1944.
L'ultimo trasferimento la conduce al campo di concentramento di Theresienstadt, pochi giorni prima della Liberazione il 9 maggio 1945.
Trascorsi tre mesi in un ospedale sovietico e un mese in un campo di raccolta statunitense, Frida Misul intraprende il viaggio di ritorno che la riporta a Livorno, dove ritrova la famiglia, scampata alle deportazioni.
Nel 1946 Frida Misul pubblica a Livorno uno dei primissimi memoriali di deportati ebrei nei campi di sterminio nazisti. Sette furono i deportati ebrei autori di racconti autobiografici pubblicati in Italia nei primi anni del dopoguerra: Lazzaro Levi alla fine del 1945, Luciana Nissim Momigliano, Giuliana Fiorentino Tedeschi, Alba Valech Capozzi e appunto Frida Misul nel 1946, e infine nel 1947 Primo Levi e Liana Millu. Ad essi vanno aggiunti: Luigi Ferri, la cui deposizione (in tedesco) è resa nell'aprile 1945 di fronte ad uno dei primi tribunali d'inchiesta sui crimini nazisti, Sofia Schafranov, la cui testimonianza è raccolta nel 1945 in un libro-intervista di Alberto Cavaliere, e Bruno Piazza, il cui memoriale, scritto negli stessi anni, sarà però pubblicato solo nel 1956.
L'opera di Frida Misul è un volumetto di 47 pagine (Fra gli artigli del mostro nazista: la più romanzesca delle realtà, il più realistico dei romanzi), scritto di impeto in cui si esprime tutta la rabbia e l'orrore dell'esperienza vissuta.
Nel 1980, sollecitata dal Comune di Livorno, pubblica un altro volume di ricordi (Deportazione: il mio diario) che amplia e arricchisce la sua testimonianza con nuovi particolari.
Frida Misul muore nel 1992.

## Omaggi
- Una via le è stata dedicata nella sua città natale, Livorno.

## Opere
- Frida Misul, Fra gli artigli del mostro nazista: la più romanzesca delle realtà, il più realistico dei romanzi (Livorno: Stabilimento Poligrafico Belforte, 1946)
- Frida Misul, Deportazione. Il mio diario, a cura dell'Ufficio Storico della Resistenza del Comune di Livorno (Livorno: Tipografia Benvenuti & Cavaciocchi, Livorno 1980). Riedizione riveduta e accresciuta del volume del '46. III ristampa:  Ospedaletto (Pisa) 2006.